# Zhao Mengfu

Zhao Mengfu, Colori d'autunno sulle montagne Qiao e Hua, 1295

Zhao Mengfu (趙孟頫T, Zhào MèngfǔP, Chao Meng-FuW, zi: Zǐáng (子昂S); 1254 – 1322) è stato un pittore e calligrafo cinese, vissuto durante la dinastia Yuan.

## Biografia

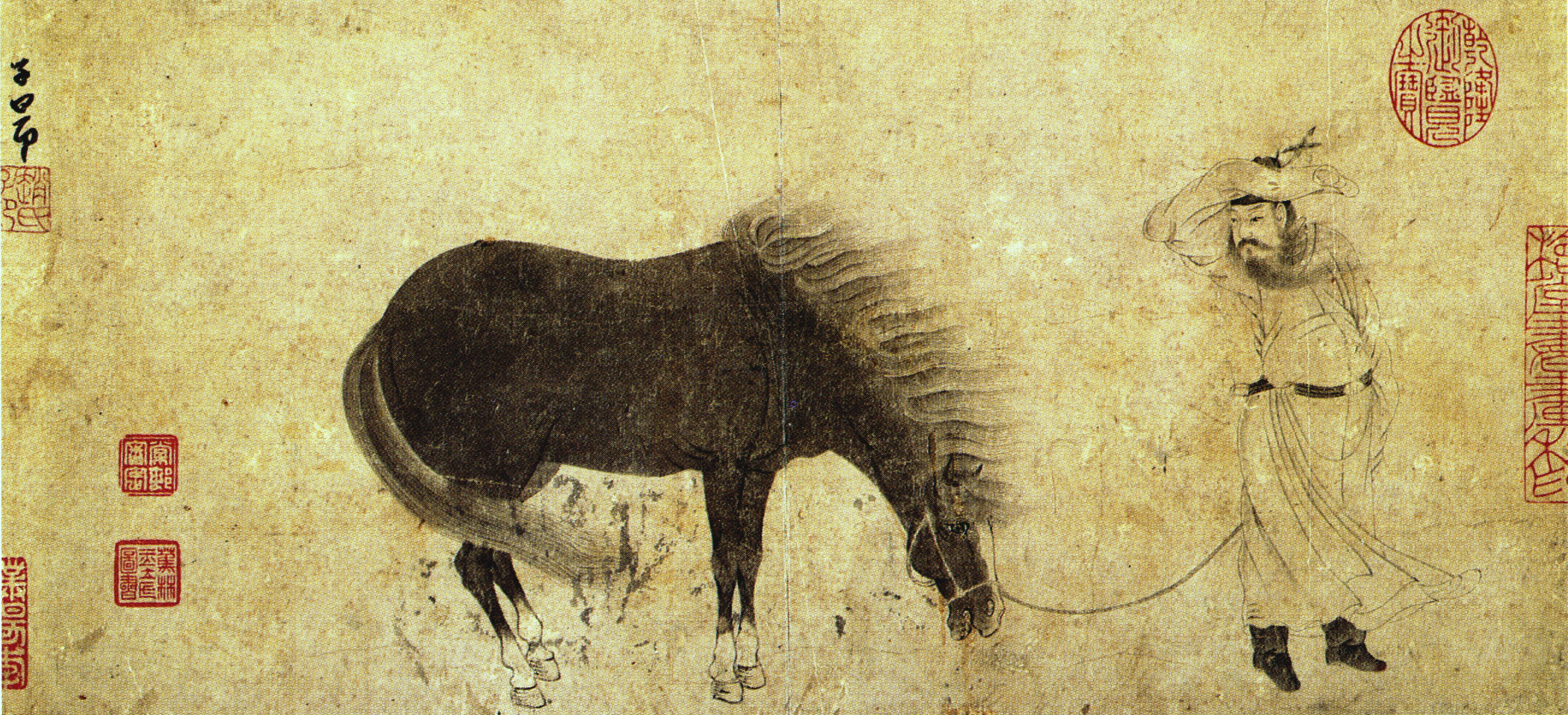
Un uomo e il suo cavello al vento, 1280 circa

Fu raccomandato dal censore capo Cheng Jufu a pagare un'udienza coll'imperatore mongolo Kublai Khan nel 1286 nella capitale Yuan Dadu, ma non gli era stata conferita una carica di rilievo. Tuttavia il suo lavoro fu molto apprezzato più tardi dall'imperatore d'ispirazione confuciana Buyantu Khan. Zhao fu membro dell'Accademia mongola di scienze.
Discendente della famiglia della dinastia Song, svolse il ruolo di segretario del Ministero della Guerra e alto funzionario di corte. Nonostante il suo incarico presso la corte Yuan, egli sposò l'ideale del "recluso a corte", distaccandosi dagli intrighi politici e mantenendo la purezza dell'eremita. 
Si sposò con Guan Daosheng, un'abile poetessa, pittrice e calligrafa.
Fu membro e direttore dell'accademia di pittura Hanlin
Il suo rifiuto della raffinatezza caratteristica dei suoi contemporanei in favore dello stile più rozzo e crudo dell'VIII secolo è considerato alla base della rivoluzione artistica che sarebbe sfociata nella moderna pittura cinese paesaggistica. È particolarmente noto per i suoi quadri di cavalli (Il cavallo sfuggito, Capra e pecora). Zhao, invece d'orgainzzare i dipinti in uno schema di primo piano, piano medio e sfondo, depone uno strato di piano medio a varie altezze creando così un senso di profondità; questo schema d'organizzazione dei piani rende i suoi dipinti molto semplici. Questa è la caratteristica che spesso viene valutata nel suo stile.
Fondamentale nel suo stile pittorico sono gli elementi arcaizzanti utilizzati per costruire paesaggi di fantasia caricati di significati simbolici e nostalgici che rimandino ai valori del passato. Esemplificativo è Paesaggio immaginario di Xie Youyu (1287), nella quale Zhao raffigura un aneddoto su Gu Kaizhi, dove il pittore del IV secolo raffigura Xie Youyu, considerato il precursore del gentiluomo colto che rifiuta la vita politica alla ricerca della quiete nella natura. Si ha quindi un riferimento al passato, oltreché un atteggiamento autobiografico in quanto Zhao si riconosce nello stesso Xie e si mette sullo stesso piano dei grandi pittori del passato.
Tra le sue opere è da ritenersi celebre il rotolo raffigurante la scena dell'allontanamento di Wen Chi dallo sposo, impreziosita da una coralità di figure partecipanti all'atto.
Zhao e Guan Daosheng ebbero molti figli; uno di questi fu Zhao Yong, che divenne un famoso pittore e calligrafo. È anche il nonno materno di Wang Meng, un altro famoso pittore. Zhao Mengfu è legato allo scrittore della tarda dinastia Ming Zhao Yiguang e a suo figlio Zhao Jun.
La residenza di Zhao Mengfu a Huzhou, Zhejiang, è stata trasformata in un museo, e aperto al pubblico dal 2012.
In suo onore è stato battezzato il cratere Chao Meng-Fu, sulla superficie di Mercurio.